# Service-level management
Le service-level management (SLM), peut se traduire en français par la « gestion des niveaux de services ». C'est l'un des processus référencé dans la conception des services d'ITIL v.3. et devenu une pratique d'ITIL 4.

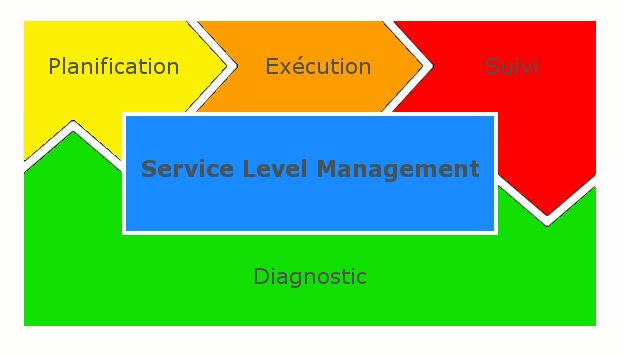
SLM

## Définition
Le SLM fait partie des processus de fourniture des services. Il permet de mettre en œuvre et de gérer la qualité des services qui sont fournis par la DSI. Cela doit se faire avec des coûts maitrisés et de manière à améliorer et à aligner en permanence les besoins de l’entreprise sur les capacités de la DSI à fournir ces services.

## Buts et objectifs
La mise en place d’un SLM a pour but de déterminer les niveaux de services à fournir, afin de supporter les métiers de l’entreprise. Il permet de s’assurer que les niveaux demandés ont été atteints et il fournit les éléments indispensables permettant d’identifier les raisons d’un éventuel accord non atteint.
Les objectifs du SLM sont de: 
- Définir, surveiller, mesurer et examiner le niveau de service informatique fourni.
- Améliorer les relations et la communication entre les entreprises et les clients.
- Contrôler et améliorer la satisfaction des clients.
- Définir de façon claire et non équivoque le niveau de service à fournir.
- Veiller à l’amélioration continue des niveaux de service, même si tous les objectifs convenus sont déjà atteints.

## Rôles du SLM
Pour maintenir et améliorer la qualité des services informatiques, il est indispensable de définir précisément les besoins et attentes des clients (SLR : service-level requirement). La gestion des niveaux de service (SLM : Service Level Management) est responsable de cette formalisation. 
Pour cela est mis en place des accords de niveaux de services (SLA : service-level agreement) qui permettent de maintenir et d’améliorer la qualité des prestations et des services informatiques. 
Sous la forme d’un cycle permanent, le processus SLM permet l’élaboration, la coordination, la signature, et le suivi des accords de niveaux de service (SLA). 

## Activités clés du SLM
- Concevoir le cadre du SLA.
- Déterminer, se documenter, et se mettre d’accord sur les exigences des nouveaux services et produits du SLR.
- Négocier, se documenter, se mettre d’accord, contrôler et faire un rapport sur le SLA pour le service opérationnel.
- Procéder à des évaluations de services et susciter des améliorations au sein d'un ensemble SIP (service improvement plan).
- Vérifier, mesurer, et améliorer la satisfaction client.
- Examiner et réviser les SLA, OLA, la portée des services et des accords de base.

## Quels peuvent être les déclencheurs d’une mise en place du SLM?
- Changements dans le portefeuille de services.
- SLR, SLA, OLA, ou contacts nouveaux ou modifiés.
- Violations des services ou menaces de violation.
- Activités périodiques : examens, rapports et enquêtes de satisfaction clients.
- Changements de stratégie ou de politique.

## Quels sont les éléments d’entrée et de sortie?
| Eléments d'entrée | Eléments de sortie |
| --- | --- |
| - Besoins de l'entreprise - Stratégies, politiques et contraintes de la stratégie du service - Portefeuille de services et catalogue de services - Clients et retour des clients - Possibilités d'amélioration tirés du registre CSI (continual service improvement) | - Plan d’amélioration des services (SIP) - Exigences de niveaux de services (SLR) - Accords de niveaux de services (SLA) et accords de niveaux opérationnels (OLA) - Rapports de service |

## Interfaces
- La gestion des relations d’affaires fournit une compréhension approfondie des besoins et des priorités de l'entreprise et s’assure que les clients sont convenablement impliqués et représentés.
- La gestion d'un catalogue de services fournit des informations sur les services, leurs interfaces et leurs dépendances. Elle identifie les clients / unités opérationnelles qui ont besoin d'être pris en compte par le SLM.
- La gestion des incidents fournit des données pour démontrer les performances par rapport aux objectifs du SLA et s'assure que les incidents sont résolus conformément aux objectifs de SLA.
- La gestion des fournisseurs assure que les fournisseurs répondent aux exigences des cibles, par rapport au SLA.
- La gestion de la sécurité des informations (ISM), la disponibilité, la capacité, et la continuité des services informatiques définissent les objectifs de niveau de service en rapport avec la zone de responsabilité.

## Facteur clés de succès et indicateurs de performance
| Facteurs clés de succès                                                                         | Indicateurs témoins de performance |
| ----------------------------------------------------------------------------------------------- | --- |
| Gérer quantitativement et qualitativement la qualité globale des services informatiques fournis | - Diminution du pourcentage des cibles SLA menacées - Augmentation du pourcentage de la satisfaction client                            |
| Fournir le service convenu à des coûts abordables                                               | - Nombre total et pourcentage de SLA entièrement documentés - Diminution du pourcentage des coûts relatifs à la prestation de services |
| Faire l’interface entre l’entreprise et les utilisateurs                                        | - Augmentation du pourcentage des services inclus dans les SLA - Les processus et procédures SLM sont bien documentés et approuvés     |

## Recommandations et risques

### Recommandations
Il convient d’identifier et d’impliquer les personnes concernées de la clientèle lors de la rédaction et l’approbation du SLA. Le manager qui gère le service doit connaitre les différents objectifs et besoins de l’équipe qui utilise quotidiennement le service.
Si l’organisation utilise un SLM pour la première fois, il faut choisir avec précaution le service approprié avec lequel commencer. En effet, il vaut mieux éviter de sélectionner un service trop complexe.
Le SLA doit découler d’un accord entre les deux parties. Il convient d’assurer une participation appropriée du personnel chargé de la prestation de services, en particulier dans les fonctions clés liées au fonctionnement du service.

### Risques
- Un manque de précision des données dû à une trop faible collaboration de l’entreprise.
- Un manque de règles et de ressources appropriées pour réaliser le processus.
- La taille de l’entreprise et du client sont trop difficiles à estimer et ne sont donc pas connues.